# Sigarenwinkel

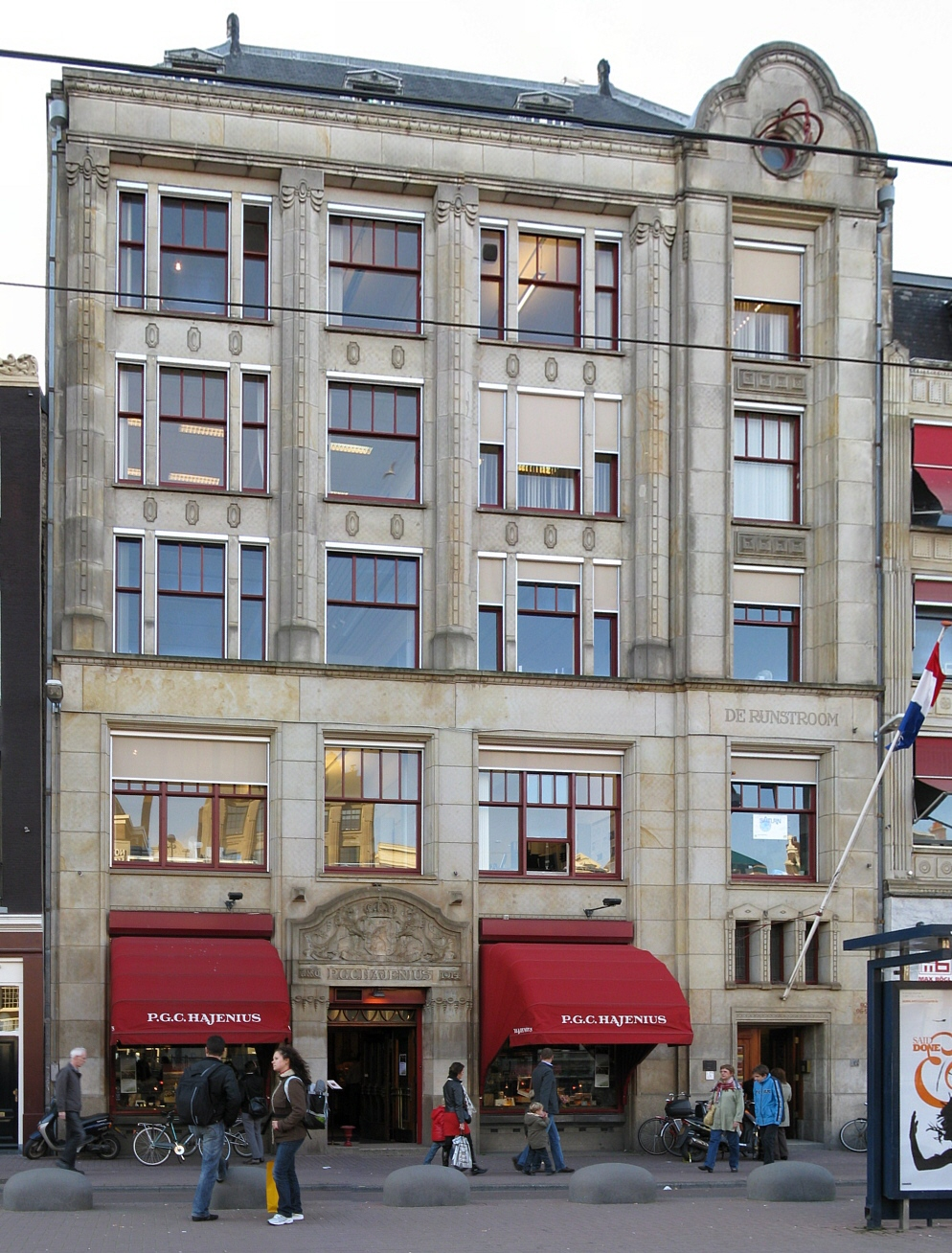
Hajenius, de bekendste sigarenwinkel van Amsterdam

Een sigarenwinkel (ook wel sigarenboer of tabakspeciaalzaak genoemd) is in Nederland een winkel waar onder andere tabak, aanstekers, (kras)loten en lectuur wordt verkocht. Door de sigaren die er zijn opgeslagen ruikt een dergelijke winkel voor de niet-roker enigszins muf; liefhebbers van tabak ervaren de geur echter als behaaglijk.

## Geschiedenis
Sommige zaken dateren van voor de Tweede Wereldoorlog. In die tijd was het bij winkels gebruikelijk om een belletje aan de deur te bevestigen zodat de winkelier, die vaak zijn woning direct achter de winkelruimte had, gealarmeerd werd als er een klant binnenkwam. In sommige sigarenwinkels is dit systeem anno 2019 nog steeds gebruikelijk.

## Assortiment
De meeste winkels hebben een wand met lades en schappen waar een verscheidenheid aan sigaretten, shag en pijptabak hun plaats hebben. In een vitrine liggen de doosjes en kistjes met sigaren. Tevens vindt men praktisch altijd een verrijdbaar rek met kranten dat in sommige gevallen tijdens openingstijden buiten staat. Er worden loten verkocht van diverse loterijen. Ook de gebruikelijke snoeperij zoals drop, chocoladerepen en pakjes kauwgom zijn aanwezig. Daarnaast zijn er doorgaans nog andere artikelen in het assortiment omdat de winkel anders te weinig oplevert. Bijvoorbeeld voetbal-gerelateerde artikelen (zoals een tenue of embleem) en rond het EK of WK oranje-artikelen (zoals shirts en toeters). Ook worden vaak plaatsbewijzen voor het openbaar vervoer verkocht, tegenwoordig de OV-chipkaart en vroeger de strippenkaart, VBN-sterabonnement, meerrittenkaarten en abonnementen waarvoor de winkelier een provisie ontvangt.

## Wetgeving
Sinds 1 juli 2022 mogen sigarenwinkels geen reclame voor tabak meer op de winkelruiten, in de etalage of op de buitenmuren plaatsen.
Het aantal winkels dat tabaksproducten mag verkopen, wordt langzaam afgebouwd. Vanaf 1 juli 2024 mag er geen tabak meer verkocht worden in supermarkten. In 2030 gaat een verbod voor tankstations in voor de verkoop van tabak. Vanaf 2032 mag er ook geen tabak meer verkocht worden in gemakswinkels, waardoor het dan alleen nog maar in sigarenwinkels verkocht mag worden.

## Andere landen
In België en Duitsland zijn ook sigarenwinkels. Daar worden vaak veel zwaardere sigaren verkocht omdat de wetgeving er anders is. Ook zit er minder accijns op; complete sloffen worden daarom dikwijls geïmporteerd uit deze landen.